# هنري بوليو
هنري بوليو (بالفرنسية: Henri Beaulieu)‏ هو ممثل فرنسي، ولد في يوليو 1872 في مونتارغيس في فرنسا، وتوفي في 1953 في الدائرة الأولى في باريس في فرنسا.

## أعمال

### أفلام
- (1927) نابليون

## وصلات خارجية
- هنري بوليو على موقع IMDb (الإنجليزية)
- هنري بوليو على موقع ألو سيني (الفرنسية)
- هنري بوليو على موقع قاعدة بيانات الأفلام السويدية (السويدية)
- هنري بوليو على موقع قاعدة بيانات الفيلم (الإنجليزية)